# George W. Bush Presidential Library

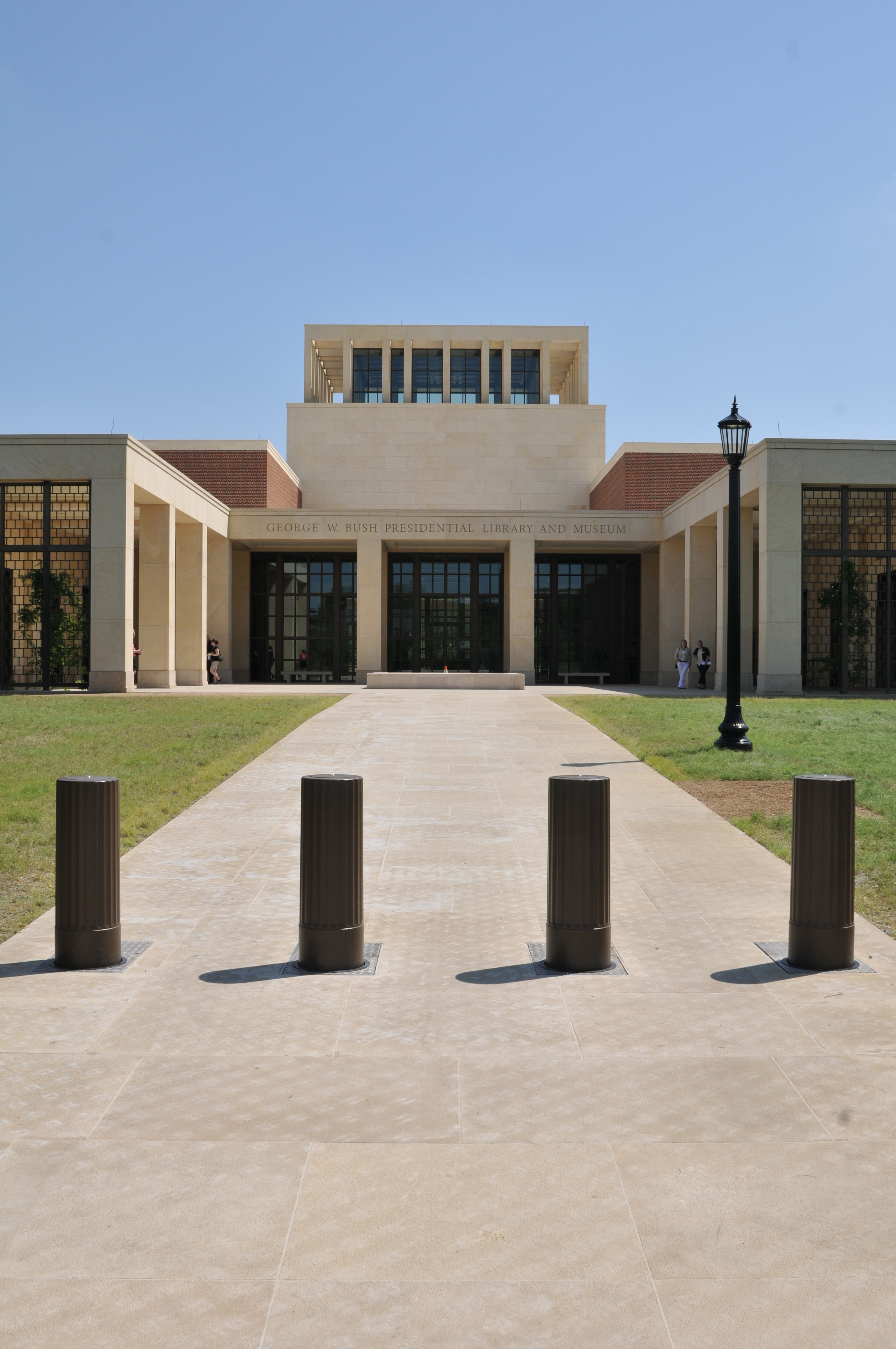
Aanblik van het gebouw

De George W. Bush Presidential Library is de presidentiële bibliotheek van de 43e president van de Verenigde Staten, George W. Bush.
De bibliotheek bevindt zich op de campus van de Southern Methodist University in Dallas, Texas. Aanvankelijk was Waco in beeld als vestigingsplaats voor de bibliotheek, maar in 2005 heeft het Witte Huis een aantal potentiële vestigingsplaatsen gevraagd om een bidbook. In december 2006 werd bekend dat de bibliotheek zou worden gevestigd in Dallas.
De bibliotheek herbergt de archieven van Bush. Ook is er een museum. Aan de bibliotheek is - in navolging van Bush' voorganger Bill Clinton - ook een beleidscentrum gekoppeld. Op 25 april 2013 werd het complex, dat ook een golfbaan herbergt, geopend in aanwezigheid van president Barack Obama en de oud-presidenten Bill Clinton, George H.W. Bush en Jimmy Carter. 